# Najibabad
Najibabad ist eine Stadt im indischen Bundesstaat Uttar Pradesh.
Die Stadt ist Teil des Distrikts Bijnor. Najibabad liegt 452 km nordwestlich von Lucknow und nahe der Grenze zu Uttarakhand. Najibabad hat den Status eines Nagar Palika Parishad. Die Stadt ist in 25 Wards gegliedert. Najibabad hatte am Stichtag der Volkszählung 2011 88.535 Einwohner, von denen 46.372 Männer und 42.163 Frauen waren.
Die Stadt ist über die Straßen National Highway 119 und National Highway 74 sowie mit verschiedenen Bahnverbindungen gut mit allen größeren Städten Indiens verbunden.